# Rebelia bavarica
Rebelia bavarica är en fjärilsart som beskrevs av Eugen Wehrli 1926. Rebelia bavarica ingår i släktet Rebelia och familjen säckspinnare. Inga underarter finns listade.